# Allotropa virgata
Allotropa virgata là một loài thực vật có hoa trong họ Thạch nam. Loài này được Torr. & A.Gray mô tả khoa học đầu tiên năm 1858.

## Hình ảnh

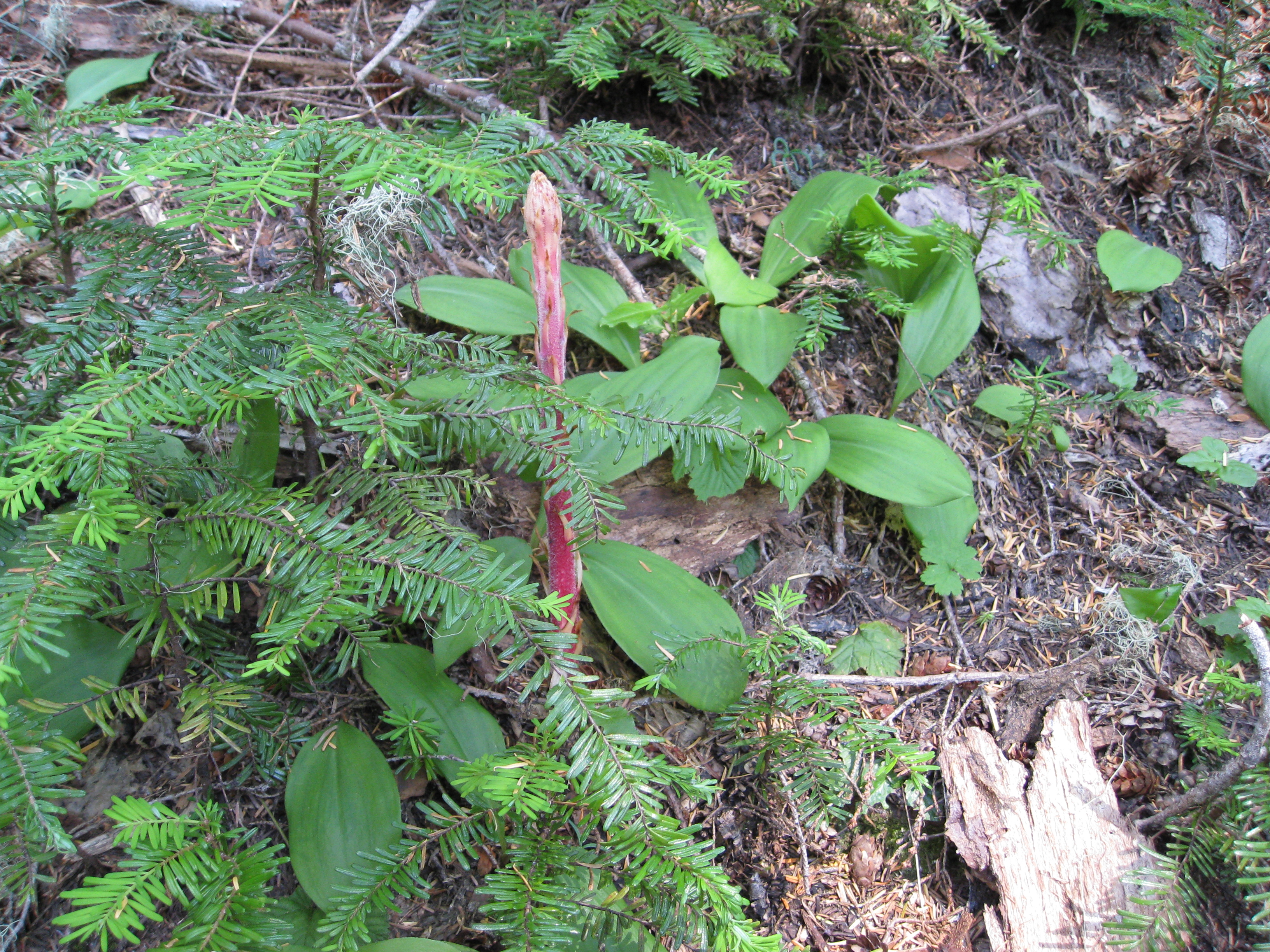
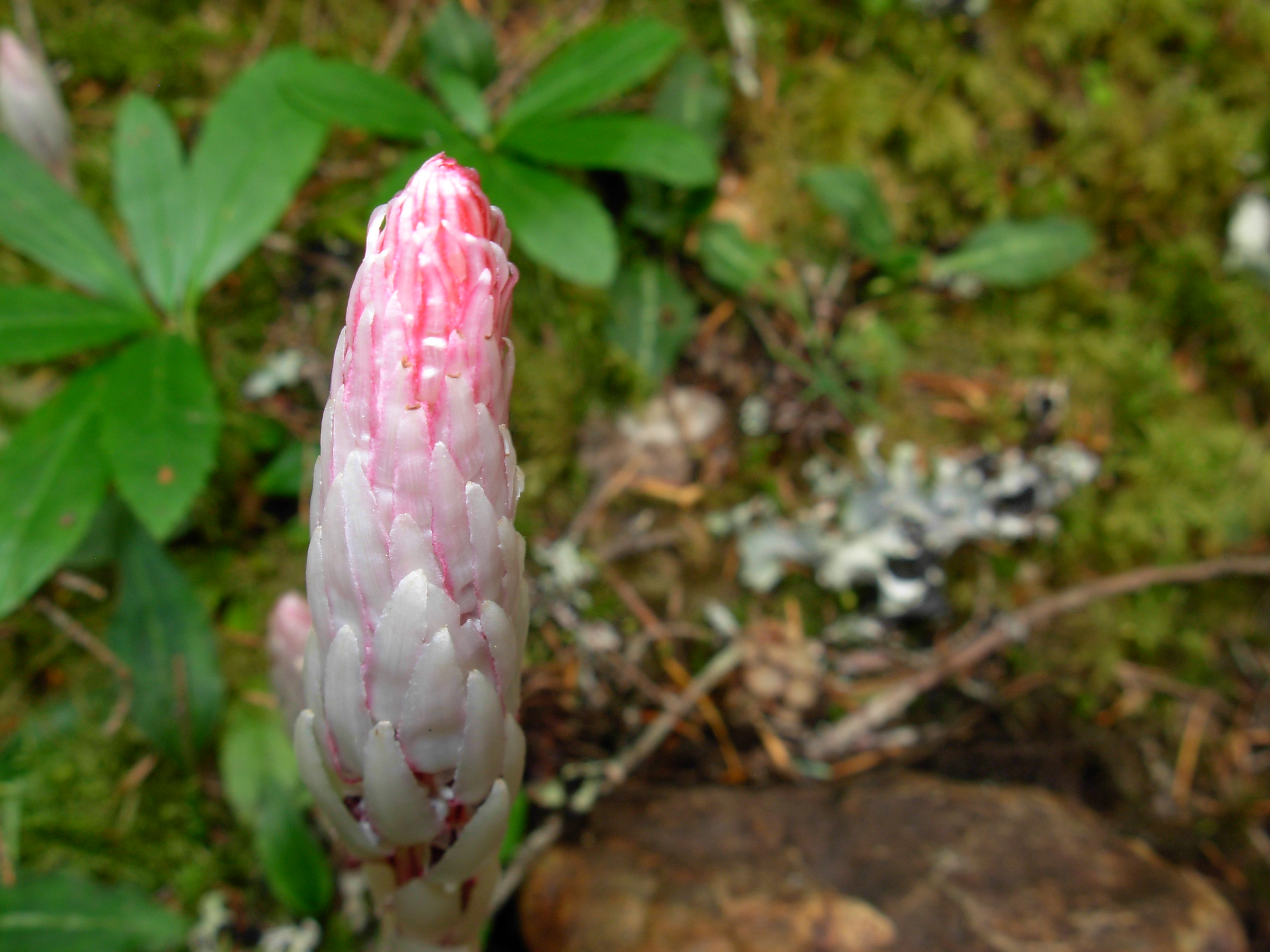
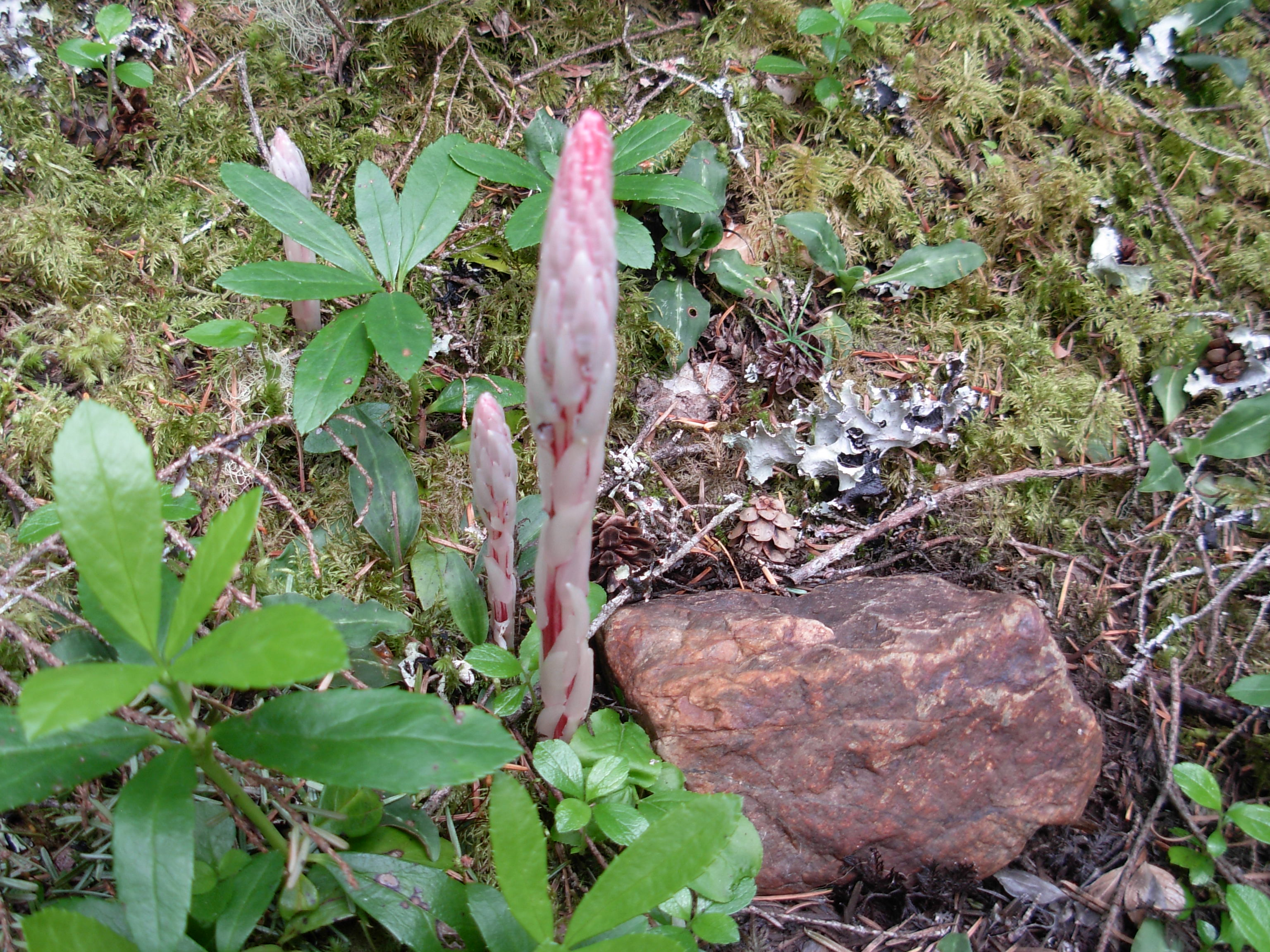
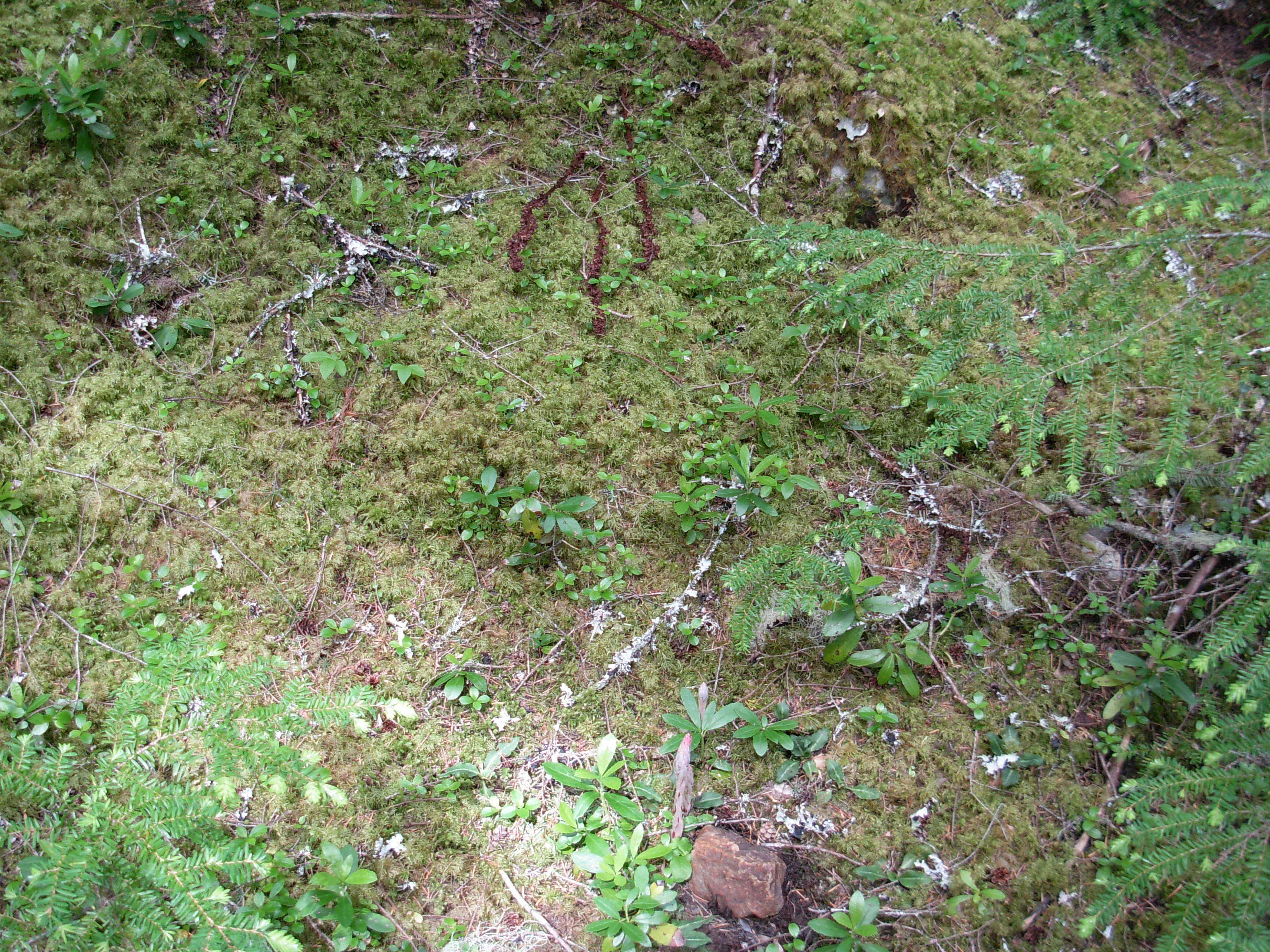